# Karel Choennie
Karel Marinus Choennie (ur. 20 grudnia 1958) – surinamski duchowny katolicki, biskup Paramaribo od 2016.

## Życiorys
Święcenia kapłańskie otrzymał 30 września 1985 i został inkardynowany do diecezji Paramaribo. Pracował głównie jako proboszcz wielu parafii w stolicy diecezji. Był jednocześnie m.in. wikariuszem biskupim (1999–2003) oraz wikariuszem generalnym diecezji (2005–2014).
11 listopada 2015 papież Franciszek mianował go ordynariuszem diecezji Paramaribo. Sakry udzielił mu 24 stycznia 2016 jego poprzednik - biskup Wilhelmus de Bekker.